# جيك سميث (لاعب كرة قاعدة)
جيك سميث (بالإنجليزية: Jake Smith)‏ هو لاعب كرة قاعدة أمريكي، ولد في 10 يونيو 1887 في Dravosburg, Pennsylvania ‏ في الولايات المتحدة، وتوفي في 7 نوفمبر 1948 في East McKeesport, Pennsylvania ‏ في الولايات المتحدة.

## وصلات خارجية
- جيك سميث على موقعبيزبول رفرنس.كوم (الدوري الرئيسي) (الإنجليزية)
- جيك سميث على موقع مشجعي الرسوم البيانية (الإنجليزية)